# رایلن
رایلن (انگلیسی: Raylene؛ زاده ۱۲ فوریهٔ ۱۹۷۷) یک بازیگر پورنوگرافی اهل ایالات متحده آمریکا است.